# しんとすけ
しんとすけは、沖縄県で結成及び拠点として活動しているお笑いコンビ。オリジンコーポレーション所属。

## メンバー
両者とも、沖縄県那覇市首里出身。
- しん
本名：宮城伸（みやぎ しん）。1989年4月19日（36歳）生まれ。血液型AB型。身長169cm。趣味は映画鑑賞。
- 首里のすけ
本名：多和田眞之介（たわだ しんのすけ）。1989年12月21日（35歳）生まれ。血液型AB型。琉球大学卒業。身長172cm。2021年から、所属事務所であるオリジンコーポレーション代表に就任。

## 概要
- 沖縄県立首里高等学校在学時代の同級生である[1]しんと首里のすけが、2012年7月28日に結成[2]。